# 照丘真弓
照丘 真弓（てるおか まゆみ、1973年 - ）は、茨城県出身の漫画家。フリーの活動をしている。夫は内装屋で、それを元にした代表作に、『うちにはムーちゃんがいる』がある。

## 代表作
- うちにはムーちゃんがいる
  - ムーちゃんのちっちゃなおしえ

| スタブアイコン | サブスタブ | この項目は、まだ閲覧者の調べものの参照としては役立たない、漫画家・漫画原作者に関連した書きかけの項目です。この項目を加筆・訂正などしてくださる協力者を求めています（P:漫画/PJ:漫画家）。 |